# 田中義成

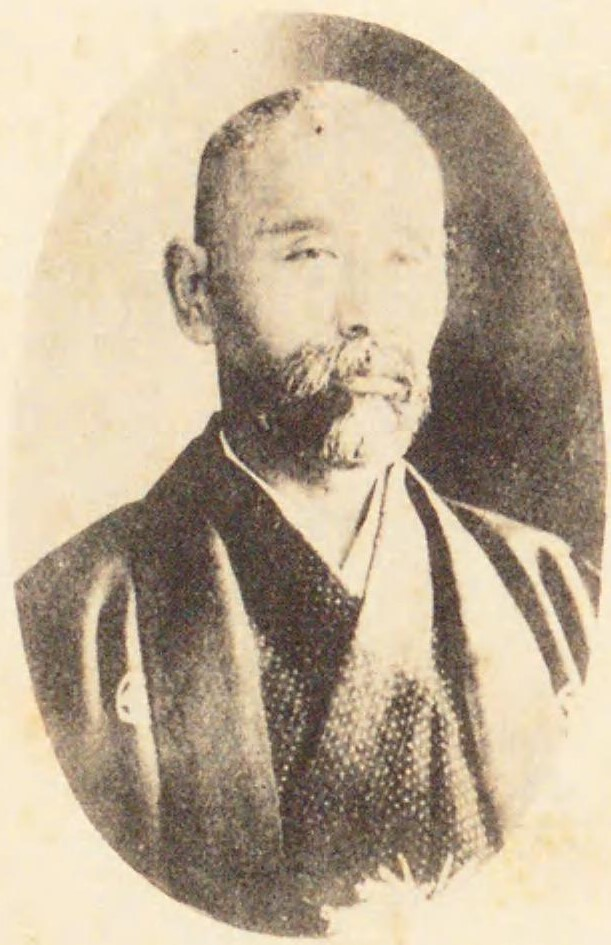
田中義成（1910年、51歳の時）

田中 義成（たなか よしなり、安政7年3月15日（1860年4月5日） - 大正8年（1919年）11月5日）は、国史学者。

## 経歴
江戸築地に、田安家家臣の子として生まれる。明治初年猪野中行に師事して八年間漢学を修め、1876年太政官修史局の写字生となり、修史事業に携わる。1886年掌記、ついで編纂員となり、1892年東京帝国大学助教授となり、翌年いったん辞職するが、1895年再度助教授となり、1903年文学博士号を授与され、1905年史料編纂掛主任兼帝大教授となり、『大日本史料』の編纂にも当たった。1919年11月5日、大学の食堂で食事を取りながら辻善之助・渡辺世祐と座談していたところ、急に脳溢血の発作を起こして死去。
中世政治史の骨格を築き、没後その講義が門下生によって纏められた。

## 栄典
- 1904年（明治37年）12月27日 - 勲五等瑞宝章[4]
- 1910年（明治43年）12月26日 - 勲四等瑞宝章[5]

## 著書
- 日本武士 弘学館書店, 1918
- 国史の片影 東盛堂, 1920
- 南北朝時代史 明治書院, 1922。講談社学術文庫, 1979
- 足利時代史 明治書院, 1923。講談社学術文庫, 1979
- 織田時代史 明治書院, 1924。講談社学術文庫, 1980
- 豊臣時代史 明治書院, 1925。講談社学術文庫, 1980